# Butleria inaghatahani
Butleria inaghatahani är en svampart som beskrevs av Sacc. 1914. Butleria inaghatahani ingår i släktet Butleria och familjen Elsinoaceae.   Inga underarter finns listade i Catalogue of Life.